# Julien Loy
Julien Loy (1 de febrero de 1976) es un deportista francés que compitió en triatlón. Ganó dos medallas de oro en el Campeonato Mundial de Triatlón de Larga Distancia en los años 2007 y 2008.

## Palmarés internacional
| Campeonato Mundial | Campeonato Mundial    | Campeonato Mundial | Campeonato Mundial |
| Año                | Lugar                 | Medalla            | Prueba             |
| ------------------ | --------------------- | ------------------ | ------------------ |
| 2007               | Lorient (Francia)     | Medalla de oro     | Individual         |
| 2008               | Almere (Países Bajos) | Medalla de oro     | Individual         |